# Архив ветеринарске медицине
Архив ветеринарске медицине je научни часопис који излази од 2008. године и објављује радове из области ветеринарске медицине.

## О часопису
Архив ветеринарске медицине је научни часопис чији је оснивач Научни институт за ветеринарство „Нови Сад“ из Новог Сада. У овом часопису се објављују радови из области ветеринарске медицине, биотехнологије, као и радове мултидисциплинарног карактера. Часопис објављује оригиналне, прегледне научне и стручне радове, прилоге из праксе, извештаје са конгреса и стручних састанака, приказе књига, радове из историје ветеринарске медицине.

### Историјат
Први број часописа је изашао 2008. године. Часопис Архив ветеринарске медицине је до 2013. године излазио само на српском језику, а од 2014. године радови се објављују на енглеском језику. Истраживачи Научног института за ветеринарство “Нови Сад“ су основали овај часопис како би несебично допринели развоју ветеринарске науке и струке у Републици Србији и са циљем да на тај начин омогуће размену информација са колегама у земљи и иностранству.

### Периодичност излажења
Часопис излази два пута годишње у папирној и електронској форми.

## Уредници
Први уредник часописа била је др Бранка Видић (2008). Након ње, уредник часописа у периоду (2009 – 2012) била је др Драгица Стојановић. Након ње уредник часописа у периоду (2013-2018) је био др Мирослав Ћирковић. Док је од 2019. године главни и одговорни уредник часописа др Сава Лазић. Уређивачки одбор часописа чине еминентни истраживачи из различитих области ветеринарске медицине. Сви чланови уређивачког одбора часописа су водећи стручњаци у својим областима које изучавају.

## Аутори прилога
У часопису радове објављују еминентни истраживачи из земље, региона и иностранства.

## Теме
- Историја ветеринарске медицине
- Ветеринарска медицина
- Биохемија
- Фармакологија
- Векторске болести
- Болести преносиве храном
- Патологија
- Репродукција домаћих животиња
- Антибиотска резистенција

## Електронски облик часописа
На званичном сајту часописа може се пронаћи електронска верзија свих бројева, од 2008. године до данас.
Cви бројеви часописа се налазе у Дигиталном репозиторијуму Народне библиотеке Србије. Часопис депонује целе радове у CABI Full Text репозиторијуму.

## Индексирање у базама података
Часопис је индексиран у следећим базама података:
- CABI Full Text[4]

Одлукама Матичног научног одбора за биотехнику и пољопривреду, часопис Архив ветеринарске медицине је категорисан.